# サン＝テミリオン地域
サン＝テミリオン地域（フランス語: Juridiction de Saint-Émilion）は、ボルドー近郊の町サン＝テミリオンを中心とする地域のユネスコ世界遺産としての登録名。サン＝テミリオンのコミューン共同体になっている8つの市町村を含む。中世以来ブドウ栽培やワイン醸造のさかんな景勝地であり、「サン＝テミリオン」の名はボルドーワインの主要なブランド名のひとつにもなっている。このため、世界遺産ではブドウ畑も登録の対象とされた。登録名に用いられたjuridiction (jurisdiction) は中世の裁判権や管轄権のことであり、12世紀にイングランドに支配されていた時期に遡る地域区分である。そのため、「サン＝テミリオン管轄区」などと訳されることもある。
なお、サン＝テミリオン市はそれ自体が世界遺産「サンティアゴ・デ・コンポステーラの巡礼路」の途上にあり、地下を刳り貫いて作ったモノリス（一枚岩）教会などの歴史的建造物もある。

## 登録対象市町村

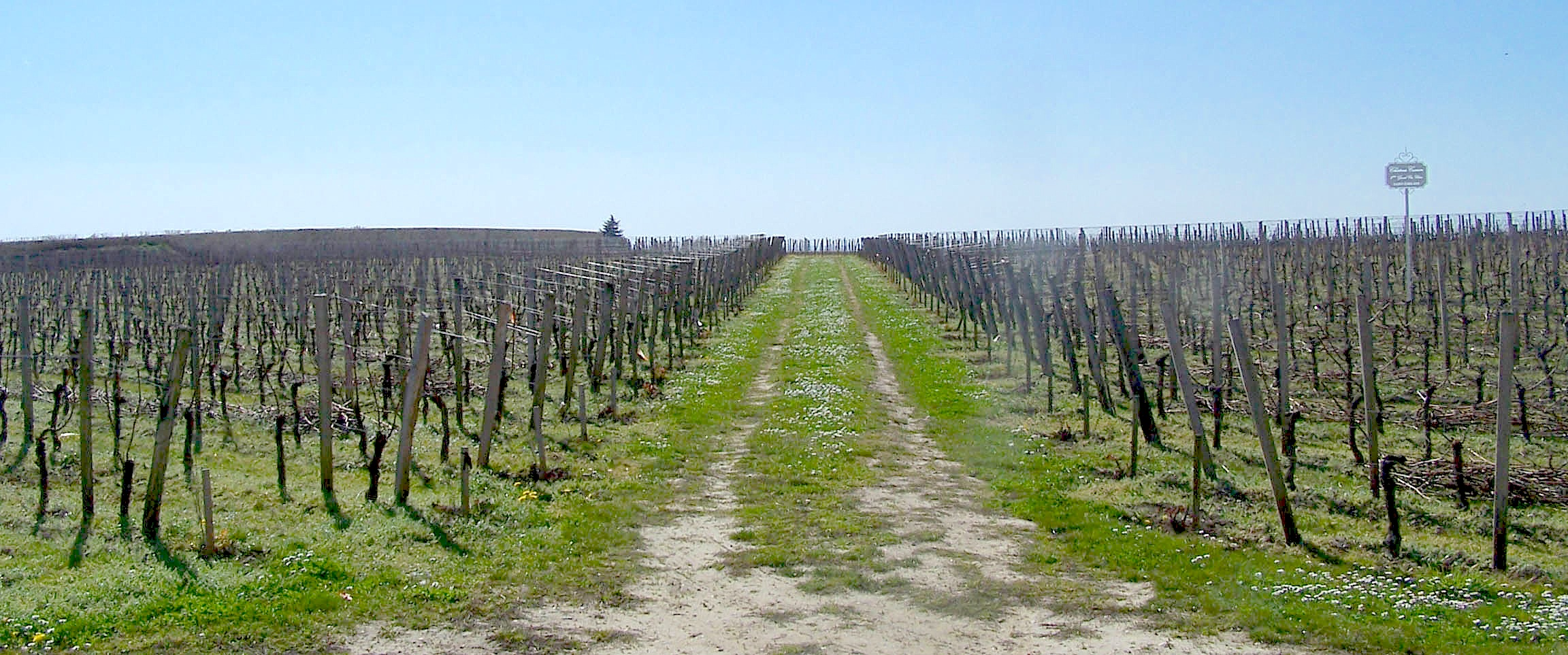
サン＝テミリオンのブドウ畑

- サン＝テミリオン
- サン＝クリストフ＝デ＝バルド (Saint-Christophe-des-Bardes)
- サン＝テチエンヌ＝ド＝リス (Saint-Étienne-de-Lisse)
- サン＝ティポリット (Saint-Hippolyte)
- サン＝ローラン＝デ＝コンブ (Saint-Laurent-des-Combes)
- サン＝ペイ＝ダルマン (Saint-Pey-D'Armens)
- サン＝シュルピス＝ド＝ファレイラン (Saint-Sulpice-de-Faleyrens)

サン＝テミリオンの町並

- ヴィニョネ (Vignonet)

## 登録基準
この世界遺産は世界遺産登録基準のうち、以下の条件を満たし、登録された（以下の基準は世界遺産センター公表の登録基準からの翻訳、引用である）。
- (3) 現存するまたは消滅した文化的伝統または文明の、唯一のまたは少なくとも稀な証拠。
- (4) 人類の歴史上重要な時代を例証する建築様式、建築物群、技術の集積または景観の優れた例。